# Malocampa queruloides
Malocampa queruloides är en fjärilsart som beskrevs av Paul Dognin 1924. Malocampa queruloides ingår i släktet Malocampa och familjen tandspinnare. Inga underarter finns listade i Catalogue of Life.